# 子供の日

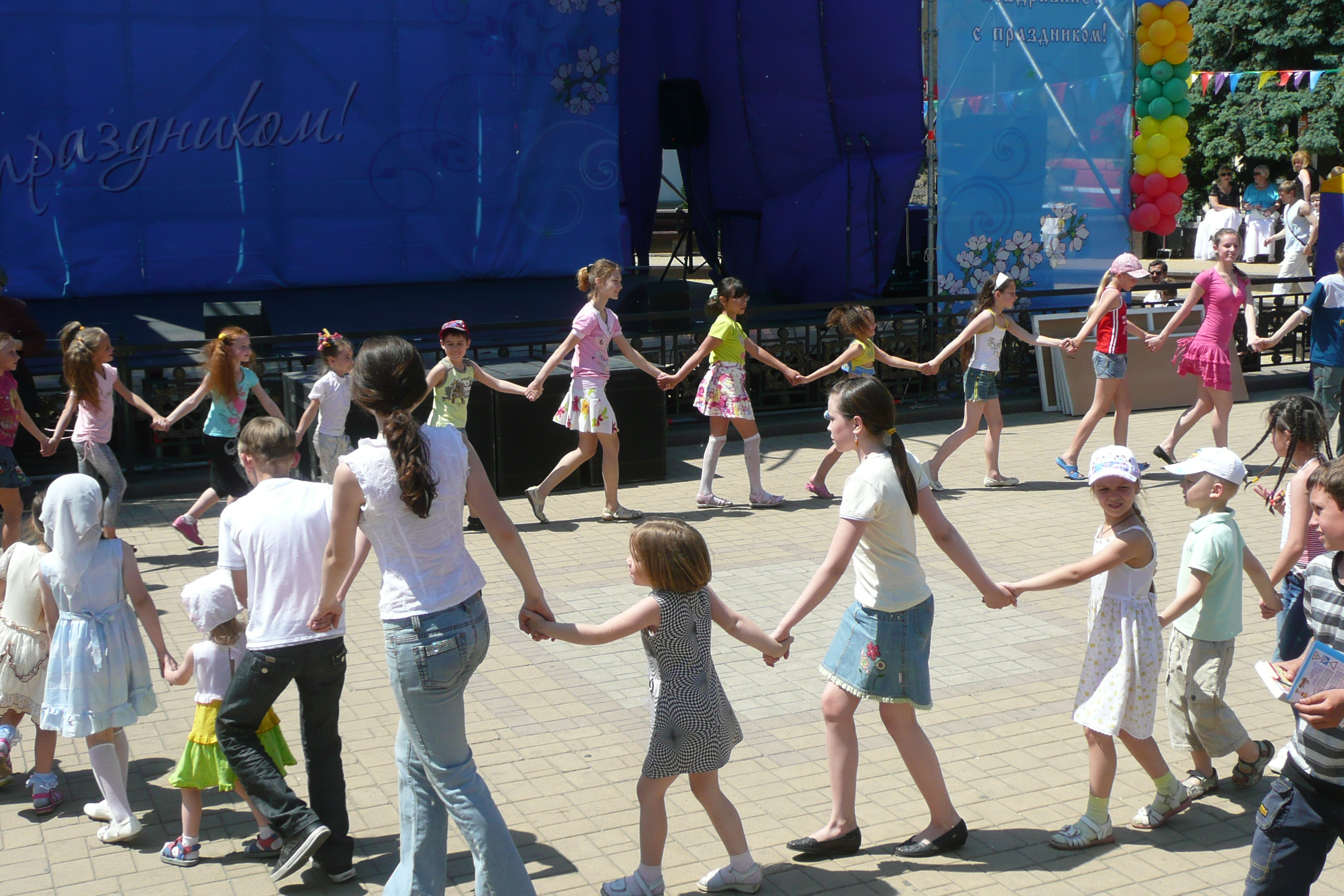
ウクライナ・ドネツィク

子供の日（こどものひ、英: Children's Day）は、子どもの権利を尊重し、成長を祝うことなどを目的にした記念日。国際連合の世界こどもの日をはじめ、多くの国・地域で祝日が制定されている。
1920年にトルコが4月23日を国家主権と子どもの日と制定、その後の1925年にジュネーブの子どもの福祉世界会議で、毎年6月1日が国際子どもの日（International Children's Day）と制定された。1954年には国連総会により、毎年11月20日が世界こどもの日（Universal Children's Day）と制定された。
国により日付は異なるが、旧共産圏諸国を中心に、毎年6月1日としている国が多い。学校が休校になったり、催事が行われたり、また子どもにプレゼントが贈られる習慣がある地域もある。

## 世界こどもの日
1954年に国際連合が制定した記念日。児童の権利に関する宣言と児童の権利に関する条約が採択された11月20日となっている。

## 各国の子供の日
- 6月1日を子供の日としている国と地域
  - アゼルバイジャン
  - アルバニア
  - アルメニア
  - アンゴラ
  - イエメン
  - ウズベキスタン
  - ウクライナ（2009年制定）
  - エクアドル
  - エストニア
  - エチオピア
  - エリトリア
  - カーボベルデ
  - カザフスタン
  - カンボジア
  - ギニアビサウ
  - キューバ
  - キルギスタン
  - クロアチア
  - ジョージア
  - スロベニア
  - セルビア
  - タジキスタン
  - タンザニア
  - チェコ共和国
  - 中華人民共和国（1949年制定：簡体字: 六一国际儿童节）[1]
  - 朝鮮民主主義人民共和国
  - トルクメニスタン
  - 東ティモール
  - ブルガリア
  - ベトナム
  - ベナン
  - ベラルーシ
  - ポーランド
  - ボスニアヘルツェゴビナ
  - マカオ
  - マケドニア共和国
  - モザンビーク
  - モルドバ
  - モンゴル
  - モンテネグロ
  - ラオス
  - ラトビア
  - リトアニア
  - ルーマニア
  - ロシア

- 11月20日を子供の日としている国
  - エジプト
  - カナダ[2]
  - パキスタン
  - バングラデシュ（祝日ではないが、企業による催し物などが行われる）

- その他の日を子供の日としている国・地域
  - アルゼンチン - 8月の第2日曜日。かつては8月の第1日曜日だったが、年によっては給料日前となるため、1990年代に変更された[3]。
  - イスラエル - 10月19日
  - イラン - 10月8日
  - インド - 11月14日（子供好きで知られたインドの初代首相ジャワハルラール・ネルーの誕生日にちなむ[4]）
  - インドネシア - 7月23日に祝われる。
  - ウルグアイ ― 1月の第2日曜日
  - エルサルバドル - 10月1日
  - オーストラリア - 7月の第1日曜日
  - 北キプロス - 4月23日
  - キューバ - 7月の第3日曜日
  - グアテマラ - 10月1日
  - コスタリカ - 9月9日
  - コロンビア - 4月最終週の週末
  - シンガポール - 10月1日
  - スウェーデン - 10月の第1月曜日
  - スリランカ - 10月1日
  - タイ王国 - 1月の第2土曜日
  - 大韓民国 - 5月5日[5][6]
  - 台湾 - 4月4日[7]
  - トリニダードトバゴ - 10月の第1月曜日
  - トルコ - 4月23日（国家主権と子供の日）
  - 中部アフリカ諸国（コンゴ共和国、コンゴ民主共和国、カメルーン、赤道ギニア、ガボン、チャド、中央アフリカ共和国、サントメ・プリンシペ） - 12月25日
  - ドイツ - 冷戦中は西ドイツが9月20日を「世界子供の日」（Weltkindertag）、東ドイツが6月1日を「国際子供の日」（Internationaler Kindertag）と定めていたが、1990年に旧西ドイツのものに統一された。旧東ドイツ地区の住民の多くはこれを受け入れず、6月1日を子供の日として祝っている。
  - ナイジェリア - 5月27日
  - 日本 - 1948年より端午の節句である5月5日を、こどもの日として祝日に制定したほか、桃の節句である3月3日が雛祭りとして、女の子の健康と成長を祈る日となっている。
  - チュニジア - 1月11日
  - ハンガリー　- 5月の最終日曜日
  - バヌアツ - 7月24日
  - パラグアイ - 8月16日
  - ブラジル - 10月12日（聖母アパレシーダの日）
  - ベネズエラ - 7月の第3日曜日
  - ペルー - 8月の第3日曜日
  - ボリビア - 4月12日
  - 香港 - 4月4日（1931年制定）[8][9]
  - マレーシア - 10月の最終土曜日
  - メキシコ - 4月30日

- 子供の日を特に制定していない国・地域
  - アメリカ合衆国
  - イギリス
  - フランス

など